# كتاو
 كناو  بالفارسية (گُتاو)، قرية صغيرة تتبع ناحية كوخرد  (بالفارسية: بخش كوخرد)  من توابع مدينة بستك وتقع في محافظة هرمزگان في جنوب إيران.
من تقع على بعد 16 كيلومتراً في جنوب مدينة بستك.

## حدود قرية مِردُنُو
حدود مِردُنُو: من الشمال: (جبال بست)،، ومن الجنوب « صحراء خلوص »، ومن الغرب « نهر المالح »، ومن الشرق تنتهي بـقرية خلوص.

## السكان
يبلغ عدد سكان هذه القرية حسب تعداد السكان لعام 2006 للميلاد، (337) نسمه تشكل (84 عائلة)، من أهل السنة والجماعة وعلى المذهب الشافعي. يتكلون الهندية والفارسية باللهجة المحلية، القرية بها مسجد، ومدرسة ابتدائية مشتركة، وعيادة صحية صغيرة، ومركز الاتصالات السلكية واللاسلكية، وحوالي الف نخلة مثمرة. وخمسة برك لحفظ مياه الأمطار، إذا سالت الأودية أيام هطول الأمطار الموسمية.
سكان هذه القرية من الأصول الهندية الذين هاجرو من أقليم السند منذ زمن بعيد وأستوطنو في سهولها، ومع ورود الإسلام في عهد الخليفة الراشد عمر بن الخطاب أعنقوا الإسلام.

## مهنة السكان
يمتهنون بمهنة الزراعة وتربية المواشي والأغنام.

## وصلات خارجية
- الادارية لمحافظة هرمزگان
- الادارية لمحافظة هرمزگان (بلده كوخرد)